# New Concord (Ohio)
New Concord est un village du comté de Muskingum, en Ohio, aux États-Unis. La population est de 2 491 habitants au recensement de 2010. New Concord est le siège de l'université de Muskingum et est desservi par une branche du Muskingum County Library System

## Histoire
New Concord a été aménagée en 1828 lors du prolongement de la route nationale jusqu'à ce point. En 1837, près de dix ans plus tard, l'université de Muskingum a été fondée et sa première promotion a obtenu son diplôme en 1839. Un bureau de poste nommé New Concord est en service depuis 1832. Comme la route 40 était une importante voie de communication pour le commerce, New Concord est devenue une halte pour ceux qui la traversaient jusqu'à ce qu'elle soit contournée par l'Interstate 70 dans les années 1960 et 1970,

## Geographie
New Concord est situé à 39° 59′ 40″ N, 81° 44′ 11″ O
.
Selon le Bureau du recensement des États-Unis, le village a une superficie totale de 4,22 km2, toutes terres confondues.
New Concord est situé sur la route américaine 40, l'ancienne route nationale, et juste à côté de la nouvelle Interstate 70 qui lui est parallèle,.